# Lowell North
Lowell Orton North (ur. 2 grudnia 1929 w Springfield, zm. 2 czerwca 2019 w San Diego) – amerykański żeglarz sportowy, dwukrotny medalista olimpijski.
Brał udział w dwóch igrzyskach (IO 64, IO 68), na obu zdobywał medale. W 1964 sięgnął po brąz w klasie Dragon, cztery lata później triumfował w klasie Star. W 1968 partnerował mu Peter Barrett. Wielokrotnie był medalistą mistrzostw świata, zwyciężał w Starze w 1957, 1959, 1960 i 1973. Jest twórcą firmy North Sails.